# فالدوسي باسيليو دا سيلفا
فالدوسي باسيليو دا سيلفا (بالبرتغالية: Valdeci Basílio da Silva‏) (14 يوليو 1972 في بلدية أندرادينا في البرازيل – )؛ هو لاعب كرة قدم سابق كان يلعب كمهاجم.

## وصلات خارجية
- فالدوسي باسيليو دا سيلفا على موقع رابطة كرة القدم اليابانية للمحترفين (اليابانية)
- فالدوسي باسيليو دا سيلفا على موقع قاعدة بيانات كرة القدم.إي يو (الإنجليزية)
- فالدوسي باسيليو دا سيلفا على موقع Soccerway.com (الإنجليزية)
- فالدوسي باسيليو دا سيلفا على موقع عالم كرة القدم.نت (الإنجليزية)